# Idiocera kuwayamai
Idiocera kuwayamai là một loài ruồi trong họ Limoniidae. Chúng phân bố ở miền Cổ bắc.